# Стапель (автомобилестроение)
Стапель — оборудование для восстановления рамы и геометрии кузова автомашины, устройство, которое позволяет выправлять кузов до нормативных параметров путём приложения разнонаправленных усилий.

## Необходимость сохранения правильной геометрии кузова
Довольно часто автовладельцы обращаются в сервисный центр для исправления различного рода деформаций кузова вследствие наезда на препятствие, удара, аварии, переворота транспортного средства и т. д. 
Степень отклонения геометрии кузова от исходной при этом может быть различной, но без вмешательства в эту ситуацию и при неправильном ремонте даже незначительный «уход» геометрии от исходного состояния станет следствием различных неприятных и опасных явлений при вождении, когда автомобиль плохо входит в поворот, его «ведет», «заносит». 
Искажения геометрии выявляются замерами по контрольным точкам, информация о которых имеется в технической документации. При несоответствии измеренных величин нормативным значениям делается вывод о перекосе кузова.
Для исправления деформации кузова к металлу нужно приложить определенное усилие в нужном направлении. Стапель оборудован гидравлическими силовыми приводами и различными приспособлениями для захвата одних частей кузова и фиксации других.
Так как кузова автомашин повреждаются по-разному и требуют работы разной степени сложности, для правки применяются различные стапели.

## Виды стапелей
Напольный стапель
Конструкция состоит из вмонтированных в пол рельсов, стоек, анкеров, креплений.
Преимущества: относительно низкая стоимость, быстрая установка автомобиля, экономия площади автомастерской. 
При неиспользовании стапеля: если оборудование простаивает, площадь, где обычно расположен «вытягиваемый» автомобиль, можно использовать для других целей, поскольку рельсы монтируются вровень с полом. При использовании напольной конструкции сложнее делать необходимые измерения, что является определенной платой за универсальность подъёмника.
Платформенный стапель
Такой стапель имеет вид эстакады с въездным трапом и рельсовыми опорами. Для автомобилей с заблокированными колесами применяется специальная тележка и лебедка. Центрировать автомашину не нужно, это экономит время и позволяет удобно организовывать рабочее пространство. Две башни с надежной гидравликой и мощными креплениями позволяют «тянуть» кузов в любых направлениях под разными углами с усилием до 20 и более тонн. 
Оборудование имеет телескопическую шкалу, позволяющую фиксировать изменения линейных размеров кузова.
Стапель платформенный эксплуатируется для наиболее сложного кузовного ремонта. Металлическая платформа оснащена сложной системой креплений и зажимов. Еще у неё есть ножничный подъёмник и башни, которые осуществляют силовые манипуляции. Такое платформенное оборудование считается универсальным. Оно дает возможность вытягивать поврежденный фрагмент во всевозможных направлениях, чтобы вернуть правильную форму. Поскольку в устройстве есть разновидные механизмы и всяческие крепления, можно проводить разные виды ремонта автомобиля. Но недостаток такой конструкции – это огромные габариты приспособления.
Рамный стапель
Рамный несколько сложнее платформенного. Он незаменим для исправления незначительных деформаций. Такой рихтовочный стенд позволяет надежно фиксировать автомашину и «тянуть» кузов в разных направлениях. Использование рамного стапеля с применением автоподъёмника экономит пространство автосервиса.